# X-Evian
X-Evian fue un live-CD, un sistema operativo completo que se instalaba automáticamente en la memoria RAM desde el lector CD-ROM a través de un proceso de autodetección de hardware. Esto permitía ejecutar en una computadora sin dejar rastro, sin tocar el disco duro, sin interferencias con el sistema operativo ni los archivos que hay instalados en el PC. Además incluía una utilidad para instalar automáticamente el contenido del CD en el disco duro (sin tener que borrar el contenido de este).
Era una selección y una recopilación meditadamente escogida y configurada para usuarios activistas, para la producción cultural, tecnológica y social liberada. Fue una forma fácil y preconfigurada de acercar al usuario a lo mejor de los recursos de este proyecto. Cabe aclarar que la última versión fue basado en Xubuntu, que es un Ubuntu con escritorio xfce.